# Federico VI di Baden-Durlach
Federico VI di Baden-Durlach (Durlach, 16 novembre 1617 – Durlach, 10 o 31 gennaio 1677) fu margravio di Baden-Durlach dal 1659 al 1677.

## Biografia
Nacque nel castello di Karlsburg, a Durlach (ora parte di Karlsruhe) come figlio di Federico V, margravio di Baden-Durlach e Barbara di Württemberg. Partecipò alla difesa dei territori tedeschi contro l'invasione ottomana del 1663, in qualità di maggior generale.
L'imperatore concesse a Federico e suo cugino, il margravio Guglielmo di Baden-Baden, il diritto all'uso del trattamento di altezza serenissima, che fu ereditario fino al 1803, quando il margravio Carlo Federico del margraviato di Baden riunito del 1771, fu elevato a elettore dopo aver notevolmente ampliato il suo territorio durante la mediatizzazione tedesca.
Nella battaglia contro i turchi, il cugino di Federico, Luigi Guglielmo si distinse guadagnandosi il nomignolo di Türkenlouis. Dopo che i turchi furono sconfitti, Federico partecipò alla guerra d'Olanda. Nel 1676, egli prese parte all'assedio della fortezza di Filisburgo, che dopo la sconfitta, il 17 settembre di quell'anno, entrò a far parte dei territori del Baden-Durlach.
Morì il 10 (o forse il 31)  gennaio 1677 nel castello di Karlsburg, a Durlach.

## Matrimonio e figli
Federico VI di Baden-Durlach sposò nel 1692 Cristina Maddalena (m. 1662), figlia del conte palatino Giovanni Casimiro di Kleeburg, dalla quale ebbe nove figli:
- Federico Casimiro (1643-1644)
- Cristina (1645-1705),

nel 1665 sposò il margravio Alberto II di Brandeburgo-Ansbach,
si risposò nel 1681 con Federico I di Sassonia-Gotha-Altenburg
- Eleonora Caterina (1646-1646)
- Federico Magnus (1647-1709)
- Carlo Gustavo (1648-1703)

nel 1677 sposò Anna di Brunswick-Wolfenbüttel (m. 1742)
- Caterina Barbara (1650-1733)
- Giovanna Elisabetta (1651-1680),

nel 1673 sposò il conte Giovanni Federico di Brandeburgo-Ansbach (1654-1686)
- Federica Eleonora (1658-1658)

Alla morte della prima moglie, Federico si risposò con Giovanna Bayer (1636-1699), dalla quale ebbe un figlio:
- Federico († 1678), Signore di Münzesheim
- Giovanni Bernardo (1669-1734), sposò Maddalena di Müchingen (1676-1703), e alla morte di questa, nel 1704, si risposò con Giuliana di Remchingen (1681-1763). Fu il fondatore della linea dei Signori di Münzesheim, titolo che venne concesso in suo appannaggio alla morte del fratello Federico.

## Ascendenza
|                                   |                                     |                                      | Genitori                               |  |  | Nonni |  |  | Bisnonni                  |  |  | Trisnonni                  |  |
|                                   |                                     |                                      |                                        |  |  |       |  |  | Carlo II di Baden-Durlach |  |  | Ernesto I di Baden-Durlach |  |
|                                   |                                     |                                      |                                        |  |  |       |  |  | Carlo II di Baden-Durlach |  |  | Ernesto I di Baden-Durlach |  |
|                                   |                                     | Ursula di Rosenfeld                  |                                        |  |  |       |  |  | Carlo II di Baden-Durlach |  |  |                            |  |
| Giorgio Federico di Baden-Durlach |                                     |                                      |                                        |  |  |       |  |  | Carlo II di Baden-Durlach |  |  |                            |  |
|                                   |                                     | Anna di Veldenz                      | Roberto del Palatinato-Veldenz         |  |  |       |  |  |                           |  |  |                            |  |
|                                   |                                     | Anna di Veldenz                      | Roberto del Palatinato-Veldenz         |  |  |       |  |  |                           |  |  |                            |  |
|                                   |                                     | Anna di Veldenz                      | Ursula zu Salm-Kyrburg                 |  |  |       |  |  |                           |  |  |                            |  |
| Federico V di Baden-Durlach       |                                     | Anna di Veldenz                      |                                        |  |  |       |  |  |                           |  |  |                            |  |
|                                   |                                     | Friedrich I, conte di Salm-Neufville | Philipp Franz, conte di Salm-Neufville |  |  |       |  |  |                           |  |  |                            |  |
|                                   |                                     | Friedrich I, conte di Salm-Neufville | Philipp Franz, conte di Salm-Neufville |  |  |       |  |  |                           |  |  |                            |  |
|                                   |                                     | Friedrich I, conte di Salm-Neufville | Maria Aegyptiaca zu Oettingen          |  |  |       |  |  |                           |  |  |                            |  |
| Giuliana di Salm-Neuville         |                                     | Friedrich I, conte di Salm-Neufville |                                        |  |  |       |  |  |                           |  |  |                            |  |
|                                   |                                     | Franziska von Salm                   | Johann VI, conte di Salm               |  |  |       |  |  |                           |  |  |                            |  |
|                                   |                                     | Franziska von Salm                   | Johann VI, conte di Salm               |  |  |       |  |  |                           |  |  |                            |  |
|                                   |                                     | Franziska von Salm                   | Claudia Louise de Stainville           |  |  |       |  |  |                           |  |  |                            |  |
| Federico VI di Baden-Durlach      |                                     | Franziska von Salm                   |                                        |  |  |       |  |  |                           |  |  |                            |  |
|                                   | Giorgio I di Württemberg-Mömpelgard | Enrico di Württemberg                |                                        |  |  |       |  |  |                           |  |  |                            |  |
|                                   | Giorgio I di Württemberg-Mömpelgard | Enrico di Württemberg                |                                        |  |  |       |  |  |                           |  |  |                            |  |
|                                   | Giorgio I di Württemberg-Mömpelgard | Eva di Salm                          |                                        |  |  |       |  |  |                           |  |  |                            |  |
| Federico I di Württemberg         | Giorgio I di Württemberg-Mömpelgard |                                      |                                        |  |  |       |  |  |                           |  |  |                            |  |
|                                   |                                     | Barbara d'Assia                      | Filippo I d'Assia                      |  |  |       |  |  |                           |  |  |                            |  |
|                                   |                                     | Barbara d'Assia                      | Filippo I d'Assia                      |  |  |       |  |  |                           |  |  |                            |  |
|                                   |                                     | Barbara d'Assia                      | Cristina di Sassonia                   |  |  |       |  |  |                           |  |  |                            |  |
| Barbara di Württemberg            |                                     | Barbara d'Assia                      |                                        |  |  |       |  |  |                           |  |  |                            |  |
|                                   |                                     | Gioacchino Ernesto di Anhalt         | Giovanni II di Anhalt-Dessau           |  |  |       |  |  |                           |  |  |                            |  |
|                                   |                                     | Gioacchino Ernesto di Anhalt         | Giovanni II di Anhalt-Dessau           |  |  |       |  |  |                           |  |  |                            |  |
|                                   |                                     | Gioacchino Ernesto di Anhalt         | Margherita di Brandeburgo              |  |  |       |  |  |                           |  |  |                            |  |
| Sibilla di Anhalt                 |                                     | Gioacchino Ernesto di Anhalt         |                                        |  |  |       |  |  |                           |  |  |                            |  |
|                                   |                                     | Agnese di Barby-Mühlingen            | Wolfgang I di Barby-Mühlingen          |  |  |       |  |  |                           |  |  |                            |  |
|                                   |                                     | Agnese di Barby-Mühlingen            | Wolfgang I di Barby-Mühlingen          |  |  |       |  |  |                           |  |  |                            |  |
|                                   |                                     | Agnese di Barby-Mühlingen            | Agnese di Mansfeld-Mittelort           |  |  |       |  |  |                           |  |  |                            |  |
|                                   |                                     | Agnese di Barby-Mühlingen            |                                        |  |  |       |  |  |                           |  |  |                            |  |